# سوتايلو دي لا رايبيرا
بلدية سوتايلو دي لا رايبيرا (بالإسبانية: Sotillo de la Ribera)‏, هي إحدى بلديات مقاطعة برغش, التي تقع في منطقة قشتالة وليون, والتي تقع في شمال غرب إسبانيا.
يبلغ عدد سكانها 608 نسمة وفقاً لإحصائية سنة (2002).